# Nigrinos
Nigrinos – medioplatoński filozof, działający w Rzymie. Jedyne informacje o nim pochodzą od Lukiana, który poświęcił mu jedno ze swoich pism. Nigrinos opisany jest jako mędrzec wiodący skromne życie i surowo krytykujący rzymskie obyczaje. Ton jego wypowiedzi zdradza silne wpływy cynickie i stoickie.